# 段隨
段隨（？—386年），十六國時期西燕君主，原為西燕將軍。西燕更始二年（386年），西燕帝慕容沖因不欲東回鮮卑故地導致軍心思變，左將軍韓延遂殺慕容沖，擁立段隨為燕王，改元昌平。不久，段隨即為左僕射慕容恆、尚書慕容永襲殺，慕容顗被擁護繼立為燕王。
| 前任： 西燕威帝慕容沖 | 西燕君主 386年 | 繼任： 慕容顗 |